# ヤングの定理
ヤングの定理（ヤングのていり、英: Young's theorem）は、ある条件の下で多変数関数に対する偏微分の順序を交換できることを述べる定理である（下記参照）。ヤングの定理はしばしば二階導関数の対称性（英: symmetry of second derivatives）、または混合微分の等価性（英: equality of mixed partials）とも呼ばれる。n 変数の関数 f (x1, x2, ..., xn) について、xi に関する偏導関数を fi のように下付きの添え字 i で表せば、二階導関数の対称性とは、二階の偏導関数 fij とは、関数 f が
{\displaystyle f_{ij}=f_{ji}}
を満たすことをいう。このとき関数 f の二階導関数 fij が成す行列（ヘッセ行列）は n 次対称行列を成す。
偏微分方程式の文脈では、それはシュワルツの可積分条件（英: Schwarz integrability condition）と呼ばれる。

## ヘッセ行列
f の二階偏導関数からなる n × n の行列 fij は f のヘッセ行列と呼ばれる。主対角線を除いた成分は混合導関数（英: mixed derivative）である。つまり、異なる変数に関する逐次導関数である。
大抵の「実生活の」状況においてはヘッセ行列は対称である。しかしながら、対称性を持たない関数の例はとても多く、解析学は、関数 f にこの対称性を仮定することが、単に f の二階導関数が特定の点で存在することよりも強い要求であることを明らかにする。シュワルツの定理はこれが起こる f についての十分条件を与える。

## 形式的表現
二階偏導関数の対称性はたとえば、記号的には、
{\displaystyle {\frac {\partial }{\partial x}}\left({\frac {\partial f}{\partial y}}\right)={\frac {\partial }{\partial y}}\left({\frac {\partial f}{\partial x}}\right)}
であると言い表せる。この等式は
{\displaystyle \partial _{x}\partial _{y}f=\partial _{y}\partial _{x}f}
とも書ける。あるいは、対称性は xi についての偏導関数を取る微分作用素 Di に関する代数的ステートメントとしても書ける：
{\displaystyle D_{i}\cdot D_{j}=D_{j}\cdot D_{i}.}
この関係から Di によって生成される定数係数を持つ微分作用素の環が可換であることが従う。しかしもちろんこれらの作用素の定義域を明確にしなければならない。単項式が対称性を持つことを確認するのは容易であり、したがって定義域として xi たちの多項式を取ることができる。実際には滑らかな関数を定義域にとることが可能である。

## シュワルツの定理
解析学において、シュワルツの定理（英: Schwarz' theorem）またはクレローの定理（英: Clairaut's theorem）とは、ヘルマン・シュワルツ (Hermann Schwarz) とアレクシス・クレロー (Alexis Clairaut) に因む定理で、次のことを述べる：
{\displaystyle f\colon \mathbb {R} ^{n}\to \mathbb {R} }
が Rn 上の与えられた任意の点 (a1, ..., an) で連続な二階偏導関数を持つなら、それらの偏導関数は以下の関係を満たす。
{\displaystyle {\frac {\partial ^{2}f}{\partial x_{i}\,\partial x_{j}}}(a_{1},\dots ,a_{n})={\frac {\partial ^{2}f}{\partial x_{j}\,\partial x_{i}}}(a_{1},\dots ,a_{n})\qquad \forall i,j\in \{1,2,\ldots ,n\}.\,\!}
すなわち、この関数の偏微分は点 (a1, ..., an) で可換である。（n = 2, i = 1, j = 2 の場合に、これから直ちに一般の結果が従うが）この定理を証明する簡単な方法として、1 つにはグリーンの定理を f の勾配に適用する方法がある。

## 超関数による定式化
シュワルツの超関数の理論は対称性の解析的問題を除去する。任意の可積分関数の導関数は超関数として定義でき、この意味で、混偏導関数の対称性は常に成り立つ。超関数の微分は形式的な部分積分によって定義され、偏導関数の対称性の問題はテスト関数の対称性に帰着するが、テスト関数は滑らかであり確かにこの対称性を満たす。より詳細には、f をテスト関数上の作用素として書かれた超関数、φ をテスト関数として、
{\displaystyle (D_{1}D_{2}f)[\phi ]=-(D_{2}f)[D_{1}\phi ]=f[D_{2}D_{1}\phi ]=f[D_{1}D_{2}\phi ]=-(D_{1}f)[D_{2}\phi ]=(D_{2}D_{1}f)[\phi ].}
別のアプローチとして、関数のフーリエ変換を定義する方法がある。そのような変換の下では、偏微分は乗算作用素になり、それらは明らかに交換する。

## 連続性の要求
関数がクレローの定理の仮定を満たさない場合、例えば導関数が連続でないとき、偏導関数の対称性は成り立たないことがある。
非対称な関数の例：

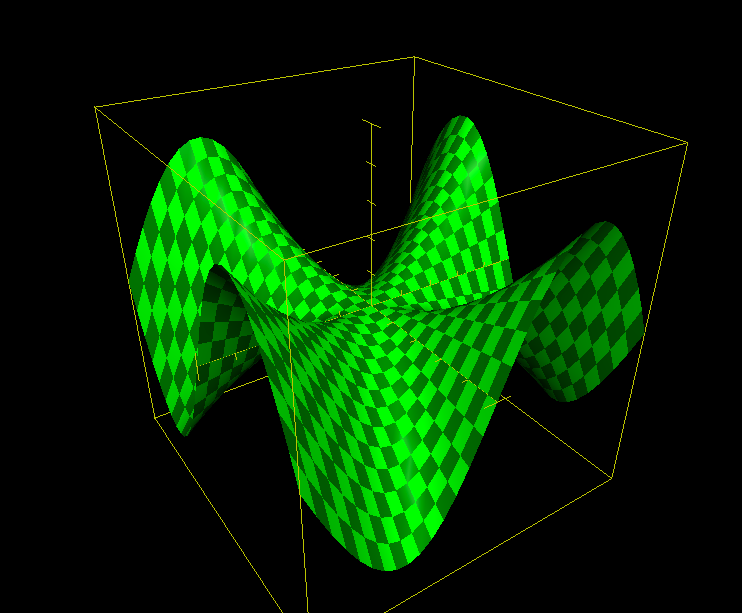
方程式 (1) において示されている関数 f(x, y) は原点において対称な二階微分を持たない。

この関数はいたるところで連続だが、その代数的導関数は原点において未定義である。x 軸に沿って y 導関数は ∂y f |(x, 0) = x であり、したがって：
{\displaystyle \partial _{x}\partial _{y}f|_{(0,0)}=\lim _{\epsilon \to 0}{\frac {\partial _{y}f|_{(\epsilon ,0)}-\partial _{y}f|_{(0,0)}}{\epsilon }}=1.}
同様に y 軸に沿って x 導関数 は ∂x f |(0, y) = −y であり、したがって ∂y∂xf |(0, 0) = −1 である。つまり、(0, 0) においては、∂x∂yf ≠ ∂y∂xf であり、この関数の混偏導関数が存在し他のすべての点において対称性を持つにもかかわらず、原点では非対称である。
一般に、極限操作の交換は可換であるとは限らない。(0, 0) の近くの二変数と、h → 0 を最初にするのに対応するのと k → 0 を最初にするのに対応する
{\displaystyle f(h,k)-f(h,0)-f(0,k)+f(0,0)}
上の 2 つの極限過程が与えられると、一次の項を見て、どちらが最初に適用されるかが問題になり得る。これは二階導関数が対称でない病的な例の構成を導く。この種の例は関数の各点ごとの値が問題になる実解析 (real analysis) の理論に属する。超関数と見たときには二階偏導関数の値は任意の点集合においてこれがルベーグ測度 0 である限り変えることができる。上の例においてヘッセ行列は (0, 0) を除いていたるところ対称であるから、シュワルツの超関数と見てヘッセ行列が対称であるという事実と全く矛盾はない。

## リー代数
一階微分作用素 Di をユークリッド空間上の無限小作用素と考える。つまり、Di はある意味 xi 軸に平行な変換の 1-パラメータ群を生成する。これらの群は互いに交換し、したがって無限小生成元もそうである。リーブラケット
{\displaystyle \left[D_{i},D_{j}\right]=0}
はこの性質の反映である。言い換えると、別の座標に関する 1 つの座標のリー微分は 0 である。